# Astragalus arnoldii
Astragalus arnoldii là một loài thực vật có hoa trong họ Đậu. Loài này được Hemsl. & H.Pearson miêu tả khoa học đầu tiên.